# Liparis tunensis
Liparis tunensis är en orkidéart som beskrevs av Johannes Jacobus Smith. Liparis tunensis ingår i släktet gulyxnen, och familjen orkidéer. Inga underarter finns listade i Catalogue of Life.